# Benjamin Heisenberg

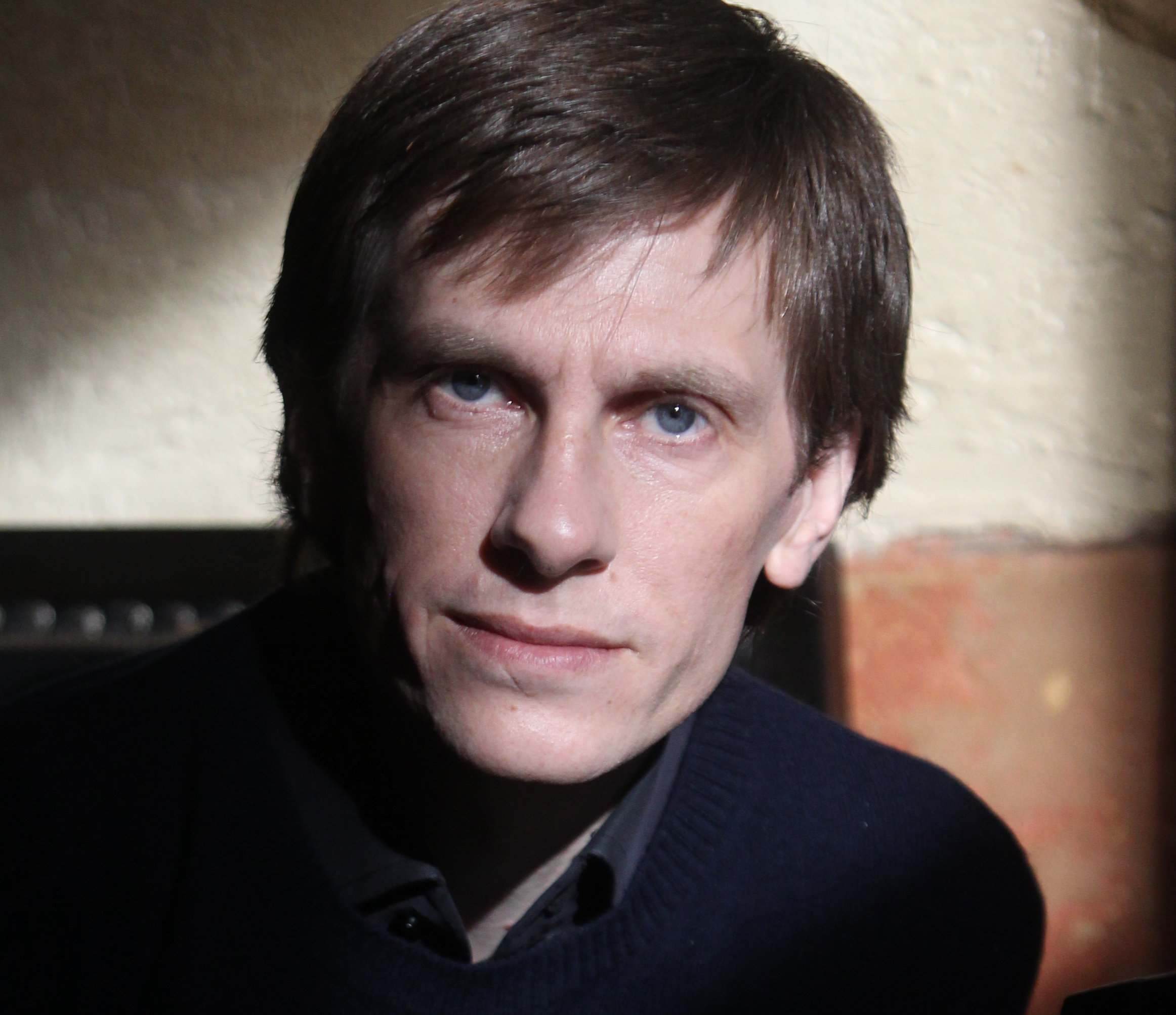
Benjamin Heisenberg, 2015

Benjamin Heisenberg (* 9. Juni 1974 in Tübingen) ist ein deutscher Regisseur, Autor und bildender Künstler. Er ist ein Enkel des Physikers  Werner Heisenberg.

## Leben
Heisenberg wuchs in Reichenberg bei Würzburg als Sohn des Neurobiologen Martin Heisenberg und Apollonia Gräfin zu Eulenburg, einer Nichte von Carl Friedrich und Richard von Weizsäcker, auf. Nach seinem Schulabschluss 1993 studierte er bis 1999 Bildhauerei bei Olaf Metzel und erhielt 2000 sein Diplom an der Akademie der Bildenden Künste München. Von 1995 bis 1997 arbeitete er als Assistent von Walter Grasskamp am Lehrstuhl für Kunstgeschichte der Akademie. Beim Abschluss seines Studiums 2000 erhielt Heisenberg den Debütantenpreis, mit dem die besten drei Studierenden eines Jahrgangs ausgezeichnet werden. Ab 1997 studierte er Spielfilmregie an der Hochschule für Fernsehen und Film München, bis er das Studium 2005 mit dem Drehbuch zu seinem Spielfilm Schläfer abschloss. Schläfer wurde 2005 in die Section Un Certain Regard der Internationalen Filmfestspiele Cannes eingeladen.
2010 erhielt er für seinen Spielfilm Der Räuber, der das Leben des österreichischen Kriminellen Johann Kastenberger zum Thema hat, eine Einladung in den Wettbewerb der 60. Filmfestspiele von Berlin. Außerdem gewann er den Bayerischen Filmpreis in der Kategorie Beste Nachwuchsregie sowie 2011 den erstmals vergebenen Österreichischen Filmpreis. 2014 erhielt er für seine erste Komödie Über-Ich und Du eine Einladung in die Reihe Panorama Spezial der 64. Filmfestspiele von Berlin.
Zusammen mit Christoph Hochhäusler und Sebastian Kutzli gründete er 1998 die Filmzeitschrift Revolver und ist bis heute mit Christoph Hochhäusler, Jens Börner, Franz Müller, Marcus Seibert, Nicolas Wackerbarth und Saskia Walker Mitherausgeber der Zeitschrift.
Stilistisch wird er zumeist der Berliner Schule zugerechnet.
Für das am 30. April 2015 eröffnete NS-Dokumentationszentrum (München) realisierte Benjamin Heisenberg gemeinsam mit seinem Bruder Emanuel Heisenberg und Elisophie Eulenburg eine Kunst-am-Bau-Arbeit. Im Zentrum der Arbeit stehen filmische Text-Bild-Kollagen zu Schlüsseldokumenten aus der NS-Zeit. Die Filme werden auf einer Installation von Monitoren im Außenraum rund um das NS-Dokumentationszentrum (NSD) gezeigt. Die Textpassagen sind Originaldokumente von Tätern und Opfern. Sie geben Sichtweisen von bekannten und unbekannten Akteuren der NS-Zeit wieder und stehen teilweise in Bezug zum Ausstellungsort, dem ehemaligen „Braunen Haus“ in München, deshalb der Titel Brienner 45.
Im September 2022 veröffentlichte Heisenberg seinen ersten Roman Lukusch, im Verlag C.H. Beck, München. Der Roman wurde für den Nachwuchspreis des Harbourfront Literaturfestival Hamburg 2022 nominiert.

## Ausstellungen (Auswahl)
- 1995 München liegt am Meer, München
- 1996 Paternoster im ersten Münchner Hochhaus (Gruppenausstellung).
- 1999 Benjamin Heisenberg, Galerie Kampl, Kunstforum München.
- 2000 Multiple Choice, Gruppenausstellung im BBK, Galerie der Künstler, München (Gruppenausstellung).
- 2000 Ausstellung der Debütanten (Zeichnungen 1993–1999), Akademie der Bildenden Künste München (Gruppenausstellung, Künstlerbuch).
- 2001 Ausstellung Förderpreises für Bildende Kunst der Stadt München, München (Gruppenausstellung, Katalog).
- 2002 Stories, Erzählformen in der Modernen Kunst, kuratiert von Stephanie Rosenthal, Haus der Kunst, München  (Gruppenausstellung; Katalog).
- 2002 Intermedium 2, Zentrum für Kunst und Medientechnologie (ZKM) Karlsruhe (Gruppenausstellung; Katalog).
- 2004 Rote Zelle, Absolventen der Klasse Metzel, Akademie der Bildenden Künste München, Rote Zelle, München (Gruppenausstellung; Katalog).
- 2005 Playtime! Play, Gaming and Sports, Institute of Contemporary Arts (ICA), London (Gruppenausstellung).
- 2005 Say No Productions 2, Galerie Klüser, München (Gruppenausstellung).
- 2005 Favoriten, Städtische Galerie im Lenbachhaus (Kunstbau), München (Gruppenausstellung, Katalog).
- 2005 Neue Heimat Rathausgalerie, München (Gruppenausstellung, Katalog).
- 2006 Sichtbarkeiten, Edith-Ruß-Haus für Medienkunst, Oldenburg (Gruppenausstellung).
- 2007 Artmix, Haus der Kunst, München / Bayerischer Rundfunk (Gruppenausstellung).
- 2007 Piktogramme – Die Einsamkeit der Zeichen, Stiftung Kunstmuseum Stuttgart (Gruppenausstellung, Katalog).
- 2011 Benjamin Heisenberg, Galerie Patrick Ebensperger, Berlin
- 2011 ER, Kunstbüro Wien (gemeinsam mit Clemens Krauss).
- 2013 Videonale, Bonn.
- 2013 Koste es was es wolle, Oechsner Galerie, Nürnberg (gemeinsam mit Olaf Unverzart).
- 2013 Galerie Patrick Ebensperger, Berlin (Gruppenausstellung).
- 2013 The Berlin Film School, The Museum of Modern Art, MoMA, New York, USA (Katalog)[7]
- 2015 Brienner 45, NS-Dokumentationszentrum (München) (permanente Installation; Publikation).[8]
- 2015 Benjamin Heisenberg I of II: Money Changes Everything (Arbeiten auf Papier), Galerie Patrick Ebensperger, Berlin.
- 2016 Benjamin Heisenberg II of II: Ausradiert (Videos), Galerie Patrick Ebensperger, Berlin.[9]
- 2016 Benjamin Heisenberg: Maximal Persönlich (Arbeiten aus den Jahren 1993–2016), Galerie Patrick Ebensperger, Graz.
- 2017 Benjamin Heisenberg: Stabile Seitenlage, Galerie Patrick Ebensperger, Berlin.
- 2017 Center of the World, Galerie Patrick Ebensperger, Salzburg.
- 2017 Personality, Code Art Fair, Kopenhagen.
- 2017 Kaputt, Neulich an der Salzach, Salzburg.
- 2018 Benjamin Heisenberg: Sunny Side Up, Galerie Patrick Ebensperger, Salzburg.
- 2018 Schilling, Mark, Dollar, Euro und... Geld in der Kunst, Traklhaus, Salzburg.
- 2018 Twelve Angry Men (Die zwölf Geschworenen), Art Berlin, Berlin.

## Filmografie
- 1995: Es zogen einst (Kurzfilm)
- 1996: Terremoto (Kurzfilm)
- 1997: Hastewas, Bistewas (Kurzfilm)
- 1998: Alles wieder still (Kurzfilm)
- 2000: Der Bombenkönig (Kurzfilm)
- 2002: Am See
- 2003: Milchwald (Co-Buch)
- 2004: Die Gelegenheit (Kurzfilm)
- 2004/2005: Meier, Müller, Schmidt I–III (Kurzfilm)
- 2005: Schläfer
- 2005: La Paz (Kurzfilm)
- 2005: Meier, Müller, Schmidt IV (Kurzfilm)
- 2007: On Fiction (Kurzfilm)
- 2007: On Manipulation (Kurzfilm)
- 2007: On Romance (Kurzfilm)
- 2010: Der Räuber
- 2014: Über-Ich und Du
- 2015: Brienner 45 (14 Filme – Co-Produzent/Co-Regie)
- 2015: Das unsichtbare Dritte (Kurzfilm)
- 2015: Waterfall (Kurzfilm)
- 2015: War of the Worlds (Kurzfilm)
- 2015: Opfer (Kurzfilm)
- 2015: Mon Oncle (Kurzfilm)
- 2017: Fenster (Kurzfilm)
- 2017: Auslage (Kurzfilm)
- 2017: Karate Do (Dokumentarfilm. 120 min, HD)
- 2018: Dial M for Me (Kurzfilm)
- 2018: S8 On Faith (Kurzfilm)
- 2019: Tracing 0 (Kurzfilm)
- 2019: Birds Clone Stamp (Kurzfilm)
- 2021: Nich so bei uns (Kurzfilm)
- 2021: One (Kurzfilm)
- 2023: Er so sie so (Kurzfilm)
- 2025: Der Prank

## Bibliografie
- Lukusch, Roman, Verlag C.H.Beck, München 2022, ISBN 978-3-406-79096-6.

## Auszeichnungen
- 2000: Debütantenpreis der Akademie der Bildenden Künste, München
- 2001: Förderpreis für Bildende Kunst der Landeshauptstadt München
- 2004: Starter Filmpreis der Stadt München, für Die Gelegenheit
- 2004: Grand Prix du Jury (Films D’Écoles Européens), Festival Premiers Plans d’Angers, für Die Gelegenheit
- 2005: First Steps Award für Schläfer
- 2005: Midas Prize, Europaws, for best fiction drama set in science and technology, London,  für Schläfer
- 2005: Award Cinéma Tout Ecran best movie, Perspectives, Geneva International Film Festival Tous Ecrans,  für Schläfer
- 2006: Spezialpreis der Jury, Festival Premiers Plans d’Angers, für Schläfer
- 2006: Max Ophüls Preis (Bester Film, Bestes Buch, Beste Musik) für Schläfer
- 2006: Bester Film, Filmkunstfest Mecklenburg-Vorpommern für Schläfer
- 2006: Best Movie, Festival du Cinéma Politique, Barcelona, für Schläfer
- 2006: Kulturpreis Bayern der E.ON Bayern AG
- 2006: Nachwuchspreis der DEFA-Stiftung
- 2010: Bayerischer Filmpreis, Kategorie Nachwuchsregie, für Der Räuber
- 2010: Spezialpreis der Blogger, Festival Paris Cinéma, für Der Räuber
- 2010: Beste Regie, Palić Film Festival, für Der Räuber
- 2010: Bester Film, Maverick, Calgary International Film Festival, für Der Räuber
- 2010: Publikumspreis und Spezial Mention der Jury, Festival international du film de La Roche-sur-Yon, für Der Räuber
- 2010: Bester Spielfilm, Zagreb Film Festival, für Der Räuber
- 2010: Preis für Bestes Drehbuch, Gijón International Film Festival, für Der Räuber
- 2010: Kulturförderpreis der Stadt Würzburg
- 2011: Österreichischer Filmpreis, Beste Regie für Der Räuber[10]
- 2011: Best Movie, Dublin International Film Festival für „Der Räuber“
- 2012: Gewinner des Kunstwettbewerb für das NS-Dokumentationszentrum (München) mit der Arbeit Brienner 45 gemeinsam mit Emanuel Heisenberg und Elisophie Eulenburg[11]